# Władisław Namiestnikow
Władisław Jewgienjewicz Namiestnikow (ros. Владислав Евгеньевич Наместников; ur. 22 listopada 1992 w Woskriesiensku) – rosyjski hokeista.

## Kariera
Pochodzi z usportowionej rodziny. Jego ojciec Jewgienij był zawodnikiem Vancouver Canucks. Wujkiem ze strony matki jest Wiaczesław Kozłow, była gwiazda NHL z ponad 1000 występów w lidze w barwach Detroit Red Wings, Buffalo Sabres i Atlanta Thrashers. Drugi wujek, Iwan Nowosielcew, również był hokeistą – zawodnikiem m.in. Florida Panthers.
Został wybrany przez Tampa Bay Lightning z 27. numerem w pierwszej rundzie NHL Entry Draft 2011. 27 lipca 2016 przedłużył kontrakt z Tampa Bay Lightning o dwa lata o wartości 1,9 mln dolarów za sezon. W lutym 2018 przeniósł się na zasadzie wymiany do New York Rangers, wraz z Brettem Howdenem i Liborem Hájekiem oraz wyborami w draftach 2018 i 2019. Do drużyny z Tampy w ramach transakcji przenieśli się Ryan McDonagh i J.T. Miller. Po sezonie 2017–2018 został wolnym agentem (RFA) i 1 lipca 2018 podpisał dwuletni kontrakt z New York Rangers.
Stamtąd w październiku 2019 przeszedł do, potem w lutym 2020 do Colorado Avalanche, w marcu 2022 do Dallas Stars, a w październiku 2022 do Detroit Red Wings. W lipcu 2022 został ponownie zawodnikiem Tampa Bay Lightning.
Występował w kadrze juniorskiej reprezentacji Rosji na turniejach mistrzostw świata do lat 17 w 2009, mistrzostw świata do lat 18 w 2010. W seniorskiej kadrze uczestniczył w turniejach Pucharu Świata 2016, mistrzostw świata w 2017.

## Statystyki

### Sezon zasadniczy i play-off
| 2009–10     | Chimik Woskriesiensk | WL          | 33  | 12 | 9  | 21  | 18  | 2  | 1 | 0  | 1  | 2  |
| 2010–11     | London Knights       | OHL         | 68  | 30 | 39 | 69  | 49  | 6  | 1 | 4  | 5  | 6  |
| 2011–12     | London Knights       | OHL         | 63  | 22 | 49 | 71  | 50  | 19 | 4 | 14 | 18 | 20 |
| 2012–13     | Syracuse Crunch      | AHL         | 44  | 7  | 14 | 21  | 32  | 18 | 2 | 5  | 7  | 10 |
| 2013–14     | Syracuse Crunch      | AHL         | 56  | 19 | 29 | 48  | 40  | —  | — | —  | —  | —  |
| 2013–14     | Tampa Bay Lightning  | NHL         | 4   | 0  | 0  | 0   | 4   | —  | — | —  | —  | —  |
| 2014–15     | Syracuse Crunch      | AHL         | 34  | 14 | 21 | 35  | 12  | —  | — | —  | —  | —  |
| 2014–15     | Tampa Bay Lightning  | NHL         | 43  | 9  | 7  | 16  | 13  | 12 | 0 | 1  | 1  | 4  |
| 2015–16     | Tampa Bay Lightning  | NHL         | 80  | 14 | 21 | 35  | 45  | 17 | 1 | 2  | 3  | 0  |
| 2016–17     | Tampa Bay Lightning  | NHL         | 74  | 10 | 18 | 28  | 31  | —  | — | —  | —  | —  |
| 2017–18     | Tampa Bay Lightning  | NHL         | 62  | 20 | 24 | 44  | 35  | —  | — | —  | —  | —  |
| 2017–18     | New York Rangers     | NHL         | 19  | 2  | 2  | 4   | 10  | —  | — | —  | —  | —  |
| NHL łącznie | NHL łącznie          | NHL łącznie | 282 | 55 | 72 | 127 | 138 | 29 | 1 | 3  | 4  | 4  |

### Międzynarodowe
| Rok                | Drużyna            | Turniej            | Wynik              | M  | G  | A | Pkt | Min |
| ------------------ | ------------------ | ------------------ | ------------------ | -- | -- | - | --- | --- |
| 2009               | Rosja              | U17                | 7                  | 5  | 8  | 2 | 10  | 18  |
| 2010               | Rosja              | U18                | 4                  | 7  | 5  | 2 | 7   | 4   |
| 2016               | Rosja              | PŚ                 | 4                  | 3  | 1  | 0 | 1   | 0   |
| 2017               | Rosja              | MŚ                 | 1st                | 10 | 3  | 3 | 6   | 8   |
| Juniorskie łącznie | Juniorskie łącznie | Juniorskie łącznie | Juniorskie łącznie | 12 | 13 | 4 | 17  | 22  |
| Seniorskie łącznie | Seniorskie łącznie | Seniorskie łącznie | Seniorskie łącznie | 13 | 4  | 3 | 7   | 8   |

## Sukcesy
Reprezentacyjne
- Brązowy medal mistrzostw świata: 2017

Klubowe
- Wayne Gretzky Trophy: 2012 z London Knights
- Hamilton Spectator Trophy: 2012 z London Knights
- Holody Trophy: 2012 z London Knights
- J. Ross Robertson Cup: 2012 z London Knights
- Mistrzostwo dywizji AHL: 2013 z Syracuse Crunch
- Frank Mathers Trophy: 2013 z Syracuse Crunch
- Mistrzostwo konferencji NHL: 2015 z Tampa Bay Lightning
- Prince of Wales Trophy: 2015 z Tampa Bay Lightning

Indywidualne
- CHL 2010/2011: CHL Top Prospects Game
- Mistrzostwa świata do lat 18 w hokeju na lodzie mężczyzn 2010/Elita:
  - Szóste miejsce w klasyfikacji strzelców turnieju: 5 goli[13]
  - Jeden z trzech najlepszych zawodników reprezentacji w turnieju[14]